# Transport passif
En biologie, un transport passif désigne le passage d'un ion ou d'une molécule à travers une membrane sans apport d'énergie. Elle s'oppose ainsi au transport actif qui lui nécessite un apport d'énergie.

## Détails
Le transport passif peut se réaliser grâce à deux effets. Le premier est le gradient de concentration. La diffusion se fait par osmose. Le soluté se diffuse à travers la membrane cellulaire jusqu'à atteindre un équilibre de concentration entre l'extérieur et l'intérieur de la cellule. Le transport passif peut aussi se faire grâce au gradient électrochimique. Dans ce cas il s'agit de la diffusion de molécules chargées ou d'ions Ce gradient est influencé à la fois par la concentration entre le milieu intracellulaire et le milieu extracellulaire et par le gradient électrique de la membrane. Cependant le transport passif dû au gradient électrochimique ne peut se faire à l'encontre de son gradient de concentration. Cela requiert alors un transport actif effectué par des protéines ayant un apport d'énergie.

## Molécules concernées
Les molécules non-polaires peuvent traverser la membrane sans avoir recours à des protéines-canaux ou des protéines de transfert du fait de leur hydrophobie.
Les molécules polaires et les ions peuvent se diffuser à travers la membrane grâce à un phénomène nommé diffusion facilitée. Ce phénomène est encore mal compris, cependant on sait que des protéines de transport permettent le passage de certaines molécules et pas d'autres. Les types de protéines de transport impliquées sont les protéines-canaux et les perméases. Les protéines canaux sont des tunnels à travers la membrane qui permettent le passage de l'eau ou de petits ions spécifiques. Les perméases changent de conformation lors de la liaison avec la molécule ainsi que lors de sa libération. Elles oscillent donc entre deux conformations qui lui permettent de diffuser le soluté à travers la membrane.